# Адольф фон Менцель
Адольф Фрідріх Ердманн фон Менцель (нім. Adolph Friedrich Erdmann von Menzel) (8 грудня 1815, Бреслау, Пруссія — 9 лютого 1905, Берлін, Пруссія, Німецька імперія) — німецький маляр, живописець, ілюстратор. Вважається одним з найважливіших німецьких реалістів XIX століття.

## Життєпис
Народився 8 грудня 1815 у Бреслау (нині Вроцлав, Польща). Його батько, Карл Ердман Менцель, був власником літографічної майстерні. Художній талант Адольфа Менцеля виявився доволі рано.
У 1830 сім'я переїхала до Берліна. Через два роки Адольф втратив батька і мав подбати про забезпечення сім'ї (матері і молодших брата й сестри). Він продовжив справу свого батька.
У 1833 протягом півроку відвідував Берлинську академію мистецтв. Надалі вивчав живопис самонавчанням.
У 1839 отримав контракт на ілюстрації до багатотомної «Історії Фрідриха Великого» німецького історика Франца Кюглера. До 1842 ним створено близько 400 малюнків. Ця робота відіграла значну роль у кар'єрі Менцеля. Вона зробила його відомим і сприяла новим контрактам художника, в тому числі від прусського королівського двору.
У 1853 обраний членом Королівської академії мистецтв. Нагороджений кількома медалями, в тому числі Орденом Чорного орла, найвищим прусським орденом, що зв'язувало його з родовим дворянством.

## Твори
У 1840-ві починає писати з натури. Виникає цілий ряд пейзажів, портретів, які були вперше показані в 1906 на виставці Менцеля в Національній галереї в Берліні.
У 1850-х написав, крім того, кілька картин біблійного змісту, після чого знову виявив свій талант з повним блиском в прекрасній «Коронації Фрідріха-Вільгельма I в Кенігсберзі» (1861—1865; в берлінському королівському палаці), в «Від'їзд короля на війну, 30 липня 1870» (1871; в берлінській Національної галереї), в «Бальному вечері» (1878), в "Розмові короля з дамою на придворному балу "(1880), в «Релігійної процесії в Гаштейн» (1880), в «Майдані д'Ербе, у Вероні» і в «Залізопрокатний цех» (1875) — найчудовішою з усіх картин художника, що зображує середину залізопрокатного заводу під час роботи на ньому. Це була одна з перших у західноєвропейському живописі картин життя робітничого класу, індустріальної праці. З документальною точністю зображує художник великий цех заводу, верстати та освітлених полум'ям печі робітників, умови їхньої важкої праці. Тут же в цеху, вмостившись за листом заліза, закінчують вони свій сніданок. Понад згаданих творів, Менцель виконав багато інших, менш значних жанрових картин, малюнків пером, композицій для політіпажей, акварелей та гуашів.
З 1856 працював професором і членом Берлінської академії мистецтв.
За довгі роки життя побував в Австрії, їздив по Рейну, Дунаю, був на Балтійському морі, в Нідерландах, Італії, об'їхав усю Німеччину. Подорожі служили йому джерелом сюжетів для малюнків, жанрових полотен, пастелей. У цих роботах вже не було тієї поетичності та схвильованості, які були притаманні його раннім роботам.
Численні підготовчі малюнки до картин, зроблені з натури, характеризують Менцеля як одного з найбільших, з часів Дюрера, малювальників Німеччини. Серед них і ретельніше малюнки деталей костюмів, обстановки, і живі начерки людей, пейзажів, інтер'єрів, виконані вугіллям та олівцем, пером і пензлем.
Працював більше двадцяти років (1863—1885) над серією гуашів і акварелей, об'єднаних у «Дитячий альбом». У ньому зібрані сценки повсякденному житті, зображення тварин, птахів і т. д. Останні роки життя він присвятив графіці, хоча протягом всього творчого шляху не розлучався з олівцем. <--: тільки в Національній галереї в Берліні є понад п'ять тисяч його малюнків.-->
У 1880—1890 звертається до образу старості, він зображує портрети дідів та бабусь, шукає психологічне вираз цього стану.

## Галерея

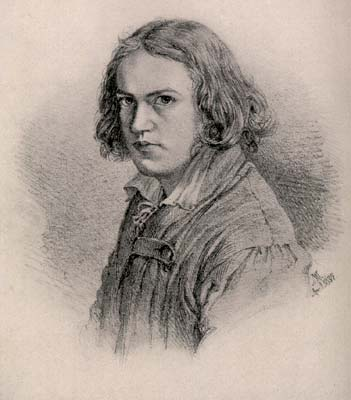
Автопортрет, 1837
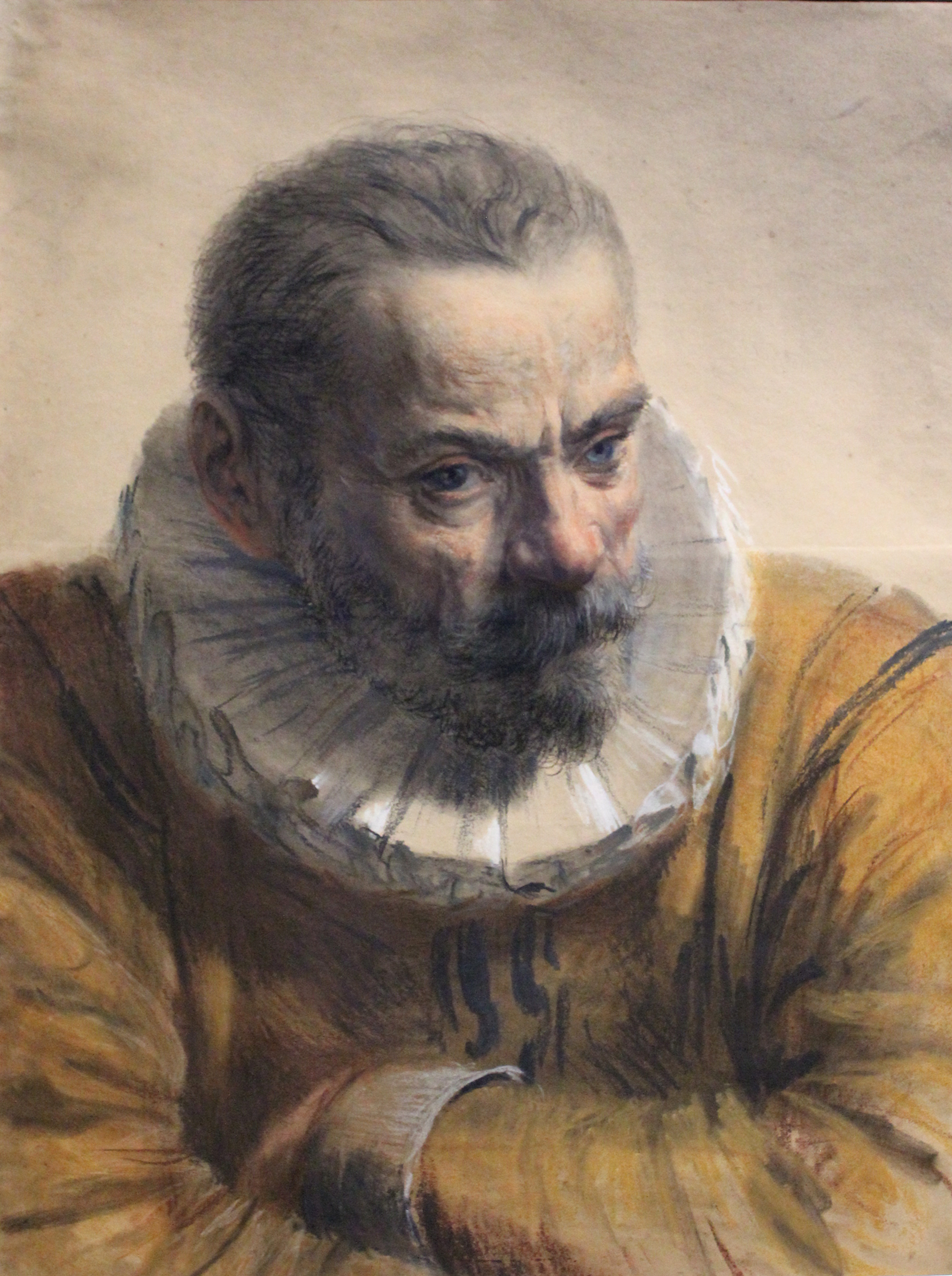
Етюд людини з фрезой, прибл. 1850
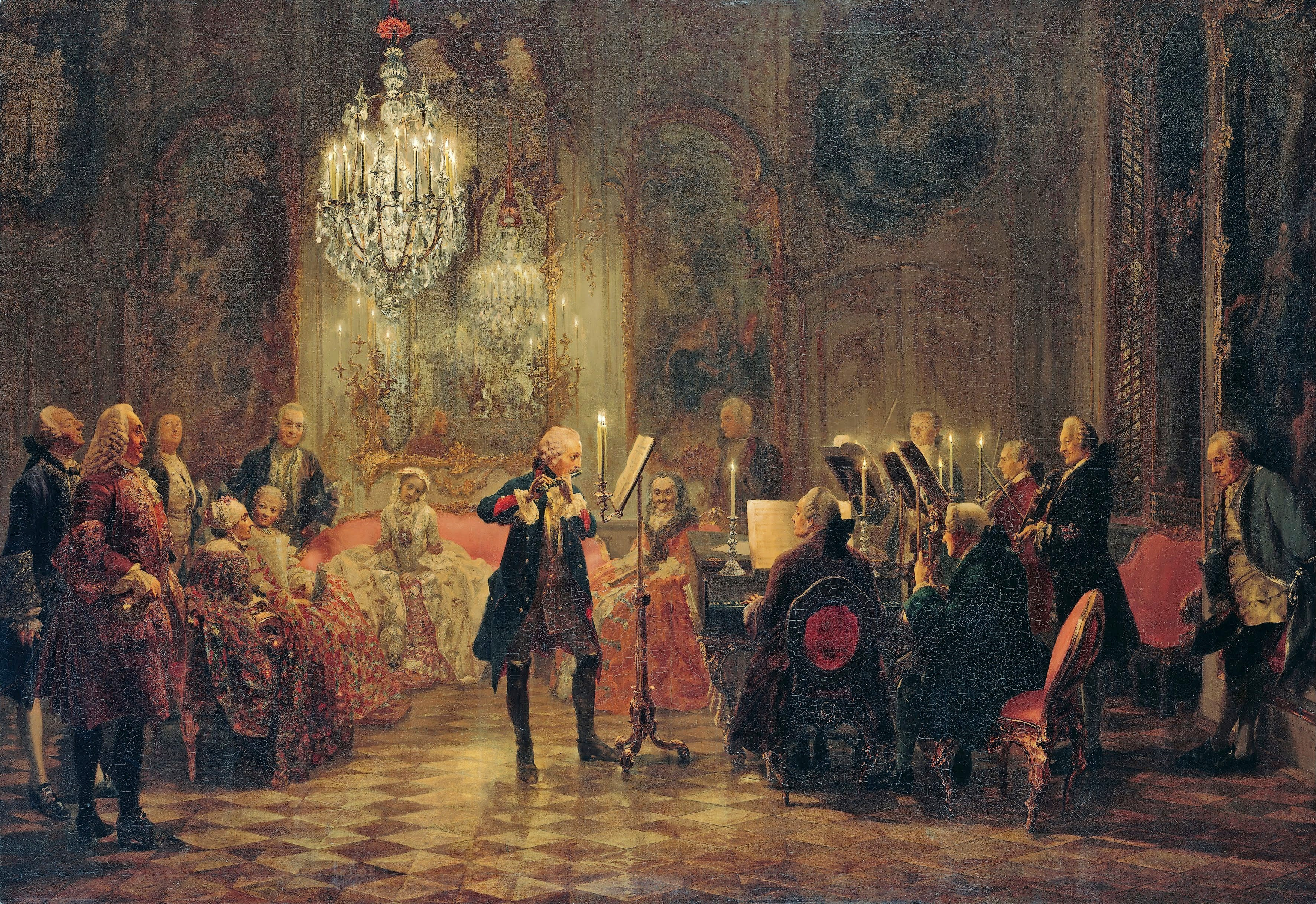
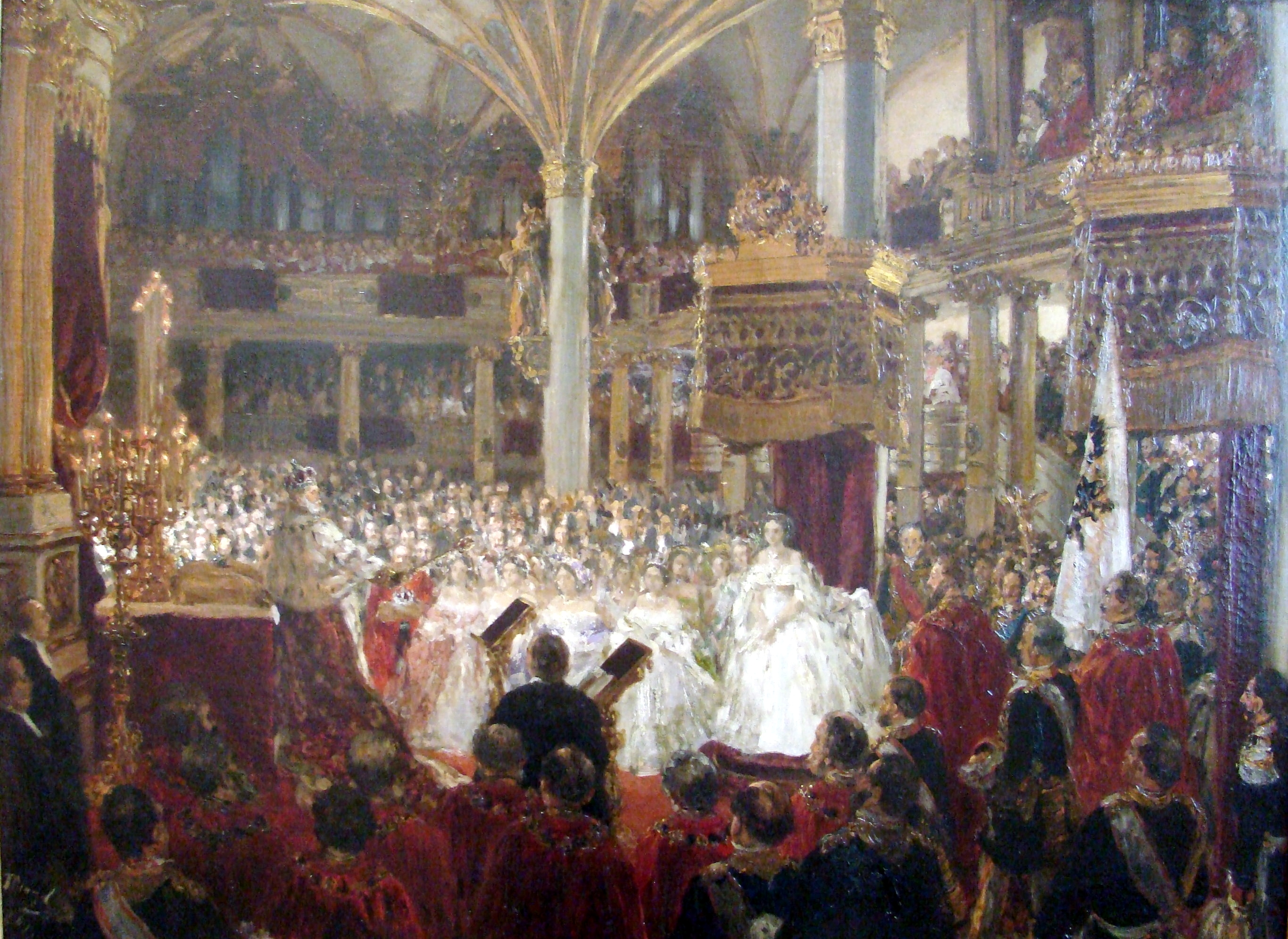
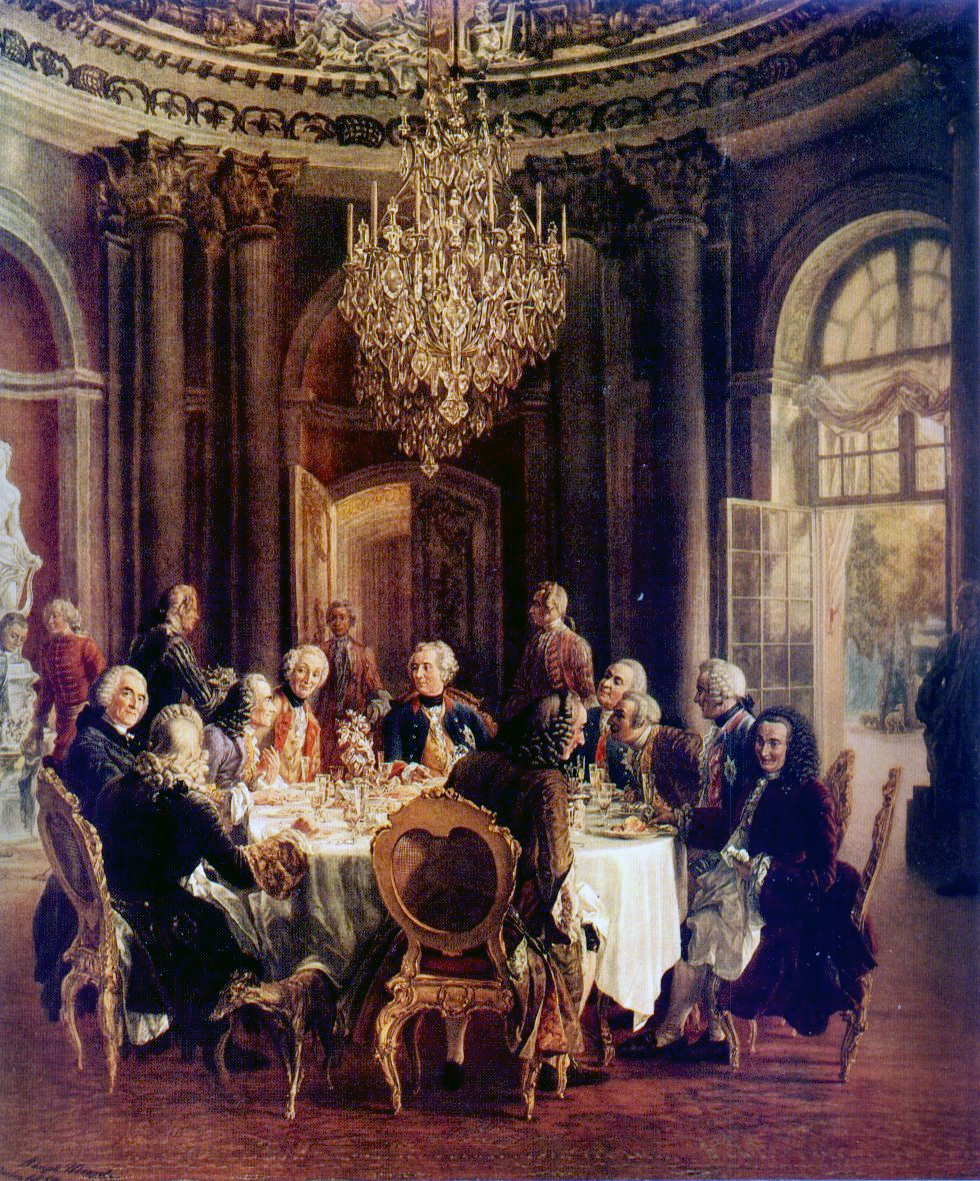
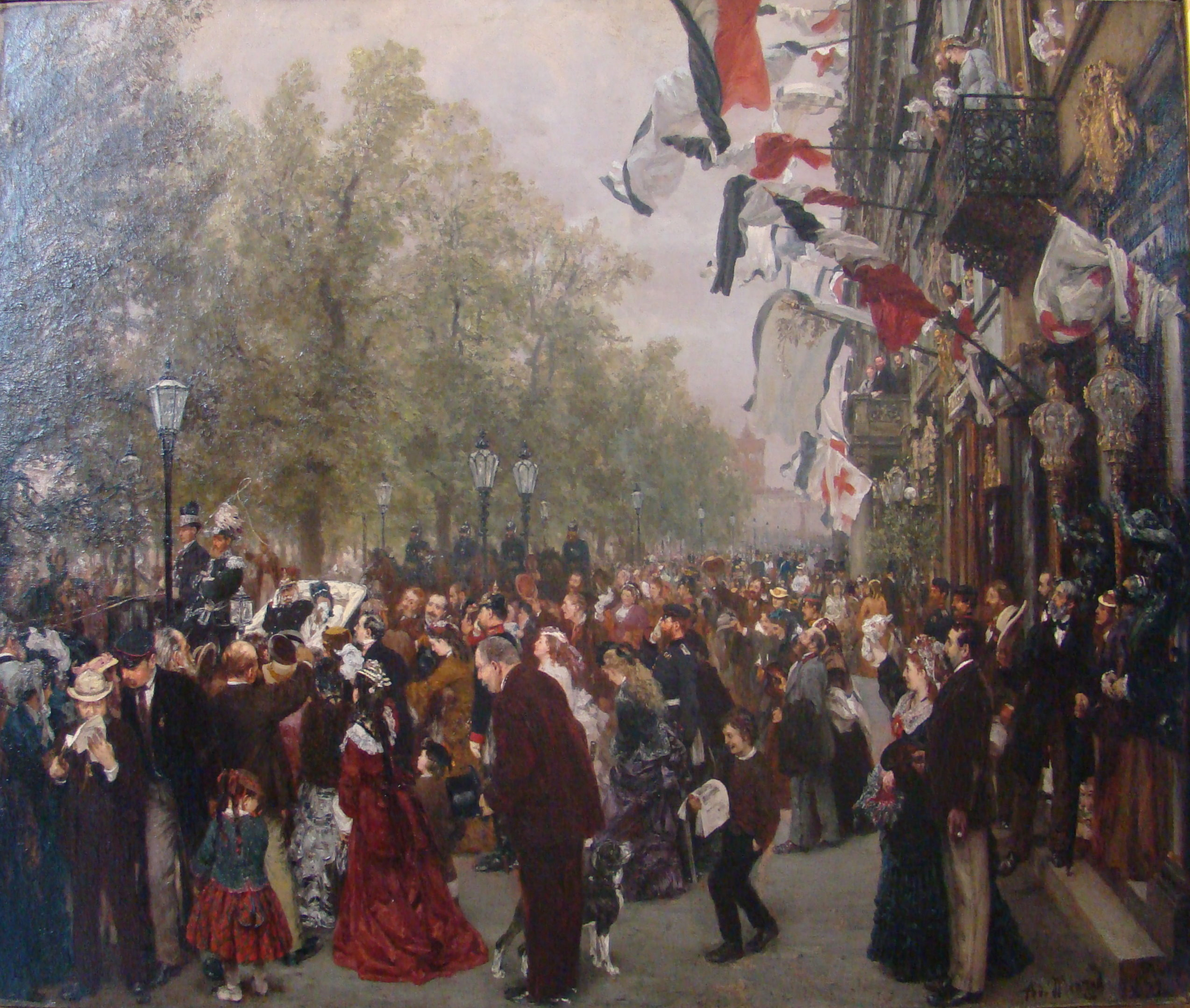
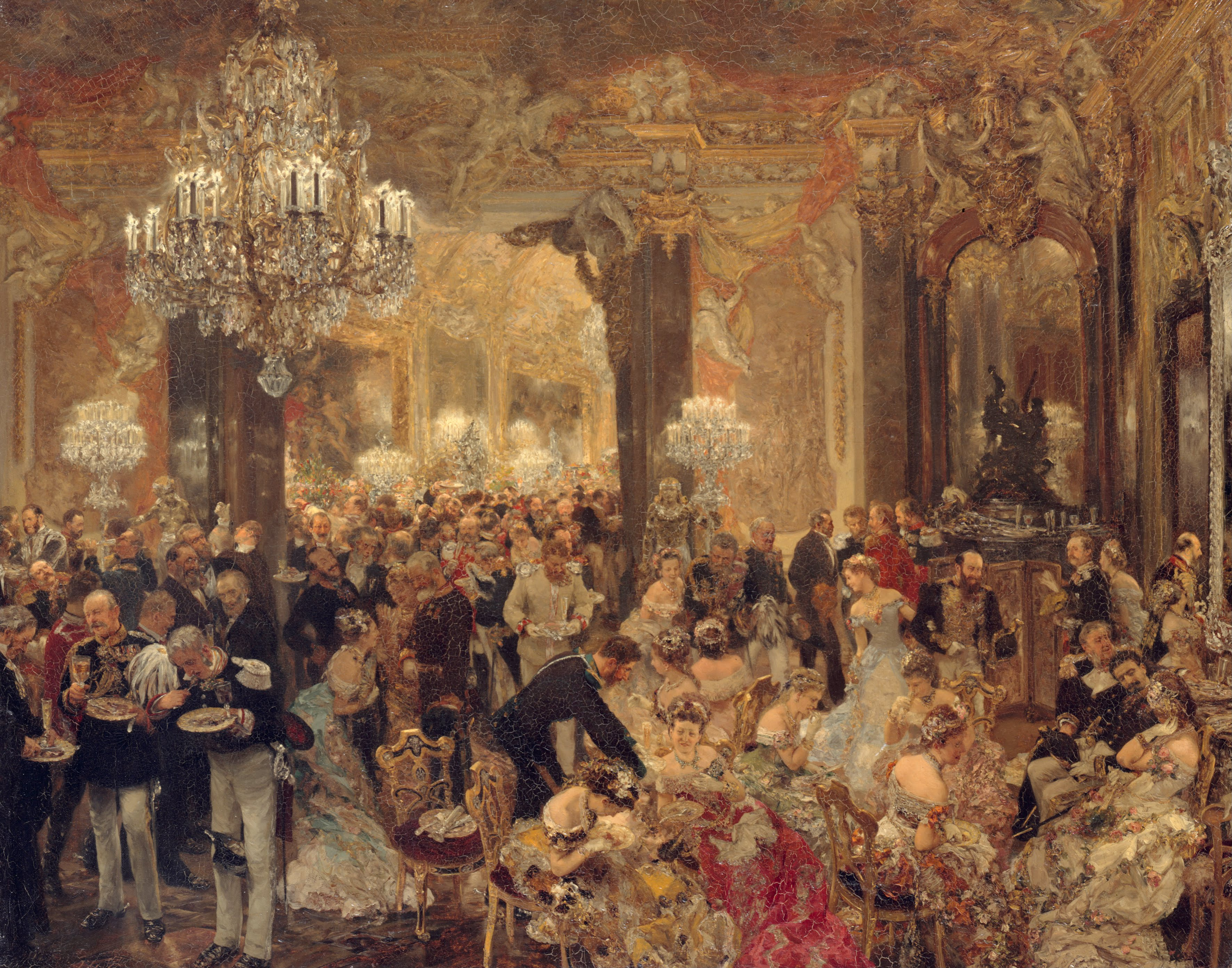
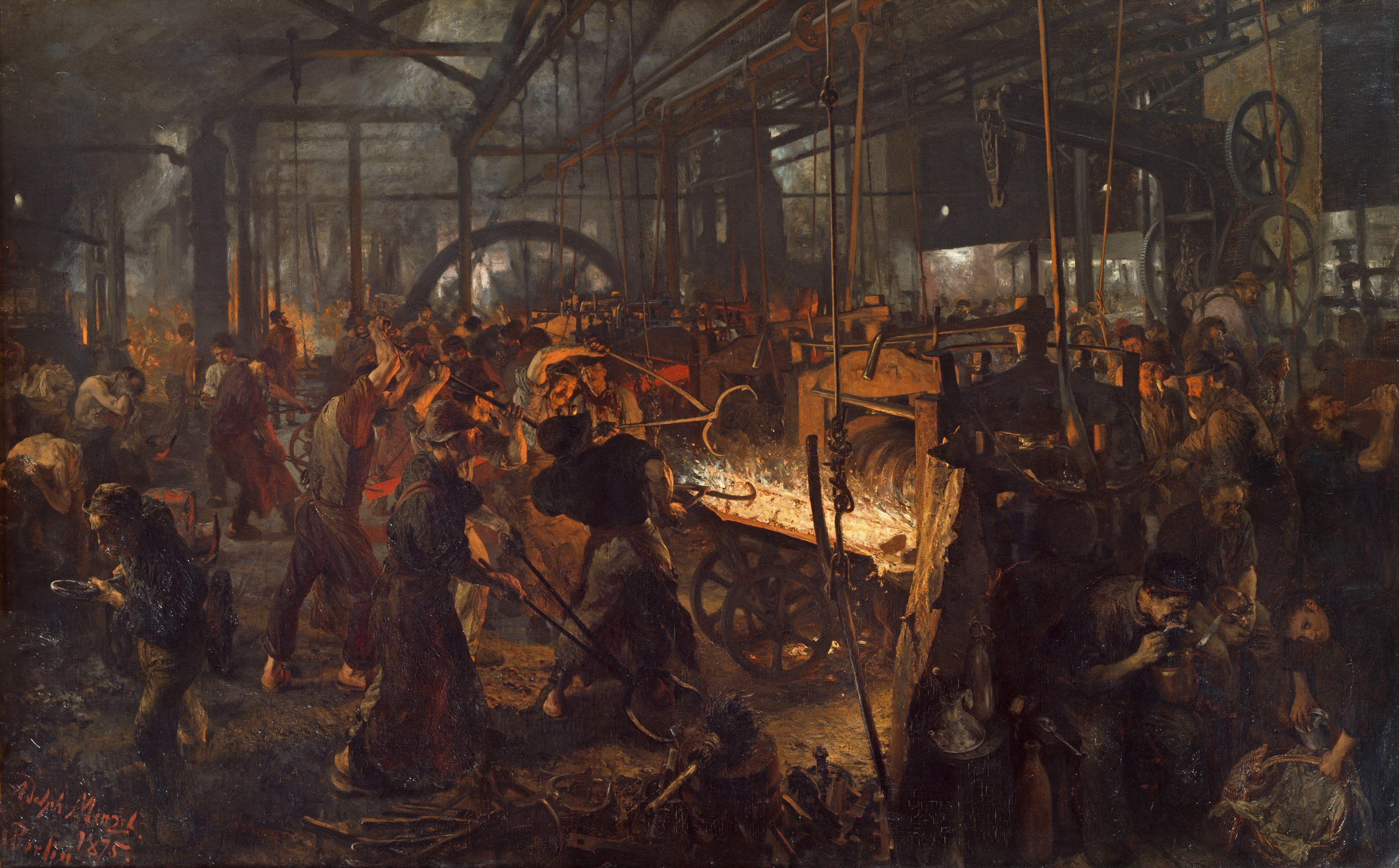
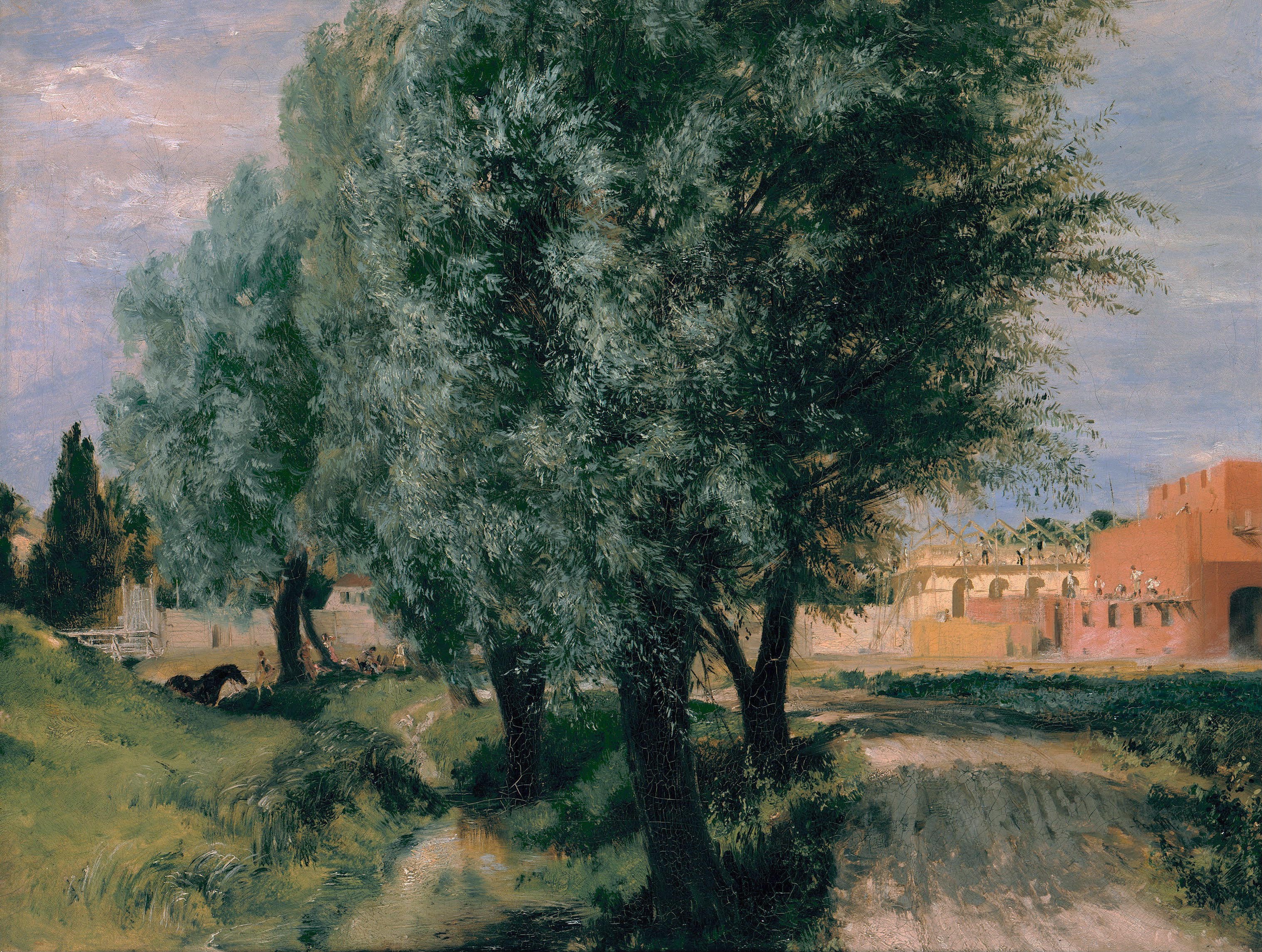
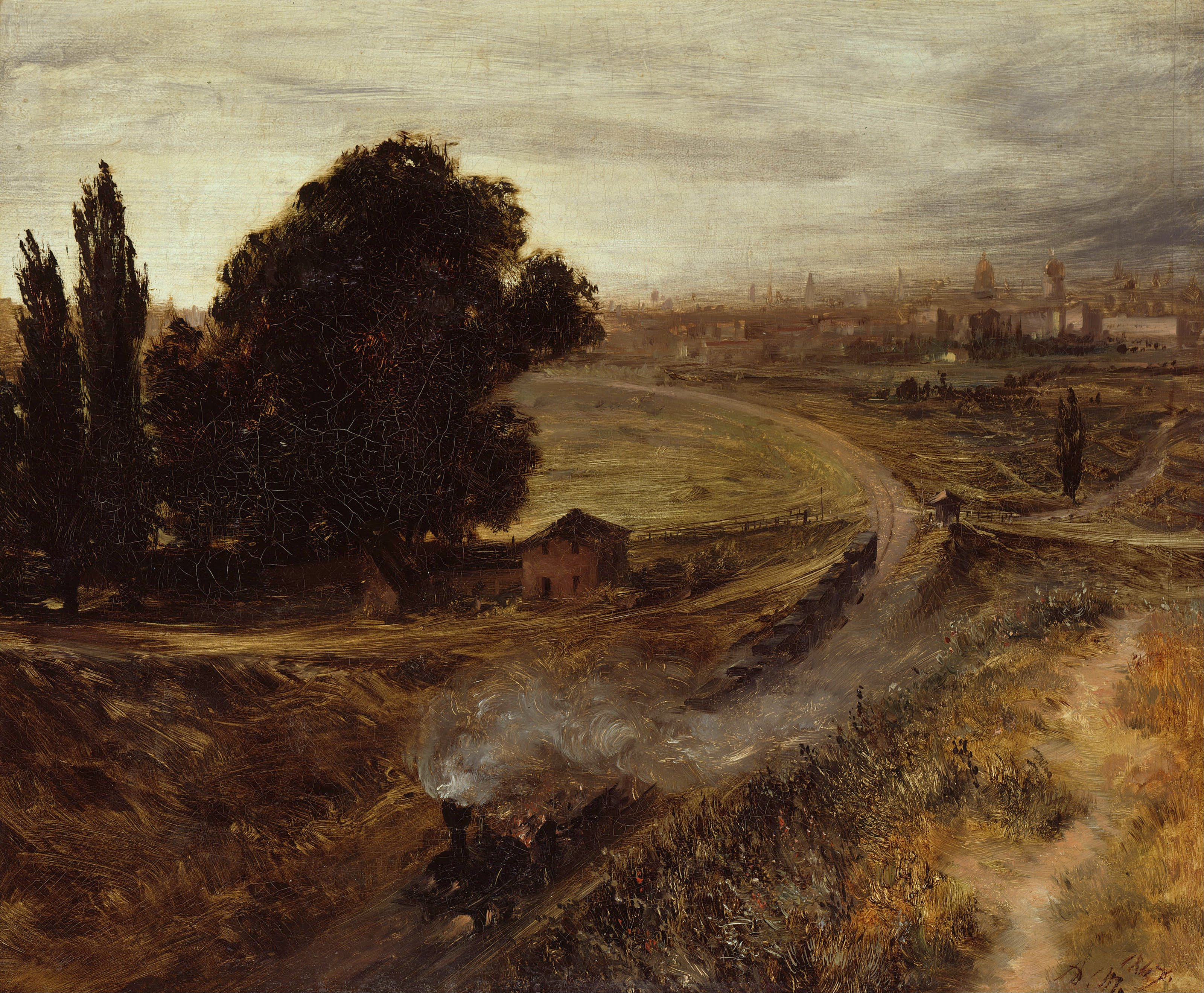